# Freundin (Zeitschrift)

Logo bis September 2021

Freundin (Eigenschreibweise: freundin) ist eine deutsche Frauenzeitschrift, die zweiwöchentlich von Hubert Burda Media herausgegeben wird. Die verkaufte Auflage beträgt 181.821 Exemplare, ein Minus von 70 Prozent seit 1998.
Die Zeitschrift wurde erstmals am 5. Juni 1948 von der Neuen Verlagsgesellschaft unter dem Titel Ihre Freundin veröffentlicht. 1960 übernahm der Burda-Verlag die Zeitschrift und legte sie 1963 mit der Zeitschrift Film Revue zusammen. 1967 wurde die Zeitschrift in Freundin umbenannt und 1969 der Redaktionssitz von Offenburg nach München verlegt. Seit 1997 verfügt die Zeitschrift über eine eigene Website.
Im April 2000 wurde der Ableger Wellfit gestartet, der im September 2011 wieder eingestellt wurde. Im Januar 2005 übernahm Hubert Burda Media die Zeitschrift Journal für die Frau von der Axel Springer AG und integrierte sie in die Freundin. Am 1. Juli 2005 übernahm Ulrike Zeitlinger den Posten der Chefredakteurin von Renate Rosenthal. Ende September 2007 startete Freundin die Imagekampagne Leben Sie ihr bestes Leben.
Im Mai 2010 wurde der Ableger Donna gestartet, der im August 2017 an die Funke Mediengruppe verkauft wurde. 2011 leitete Hubert Burda Media rechtliche Schritte gegen die Zeitschrift 11 Freunde von Gruner + Jahr ein, weil die sich für ihren Ableger 11 Freundinnen die Markenrechte sichern wollte. Der Streit wurde anschließend außergerichtlich beigelegt. Am 1. September 2012 wurde Nikolaus Albrecht Chefredakteur der Zeitschrift. Ulrike Zeitlinger blieb Chefredakteurin des Ablegers Donna.
Am 1. September 2019 wurde Chefredakteur Nikolaus Albrecht durch Anke Helle und Mateja Mögel abgelöst. Im Oktober 2019 gab Hubert Burda Media den Abbau von 23 der 42 Redakteursstellen der Zeitschrift bekannt.